# Bañado de Soto
Bañado de Soto es una localidad del Departamento Cruz del Eje, provincia de Córdoba, Argentina, ubicada en la planicie que se extiende al norte del cordón Occidental de las sierras de Córdoba, con declive hacia las Salinas Grandes.
Actualmente, por la cantidad de población, su organización política corresponde a la de Comuna, la cual comprende al ejido central y a 19 parajes.

## Ubicación
Se encuentra a orillas del río Soto, a 10 km al noroeste de la localidad de Villa de Soto, por camino de tierra. Dista 34 km de la cabecera departamental y 181 km de la capital provincial.

## Toponimia
En gran parte de Argentina las palabras bañado y estero significan a un humedal o en todo caso zona fácilmente regable, en este caso por el río Soto; según varios autores la palabra "soto" es de origen comechingón y alude a una población humana que tenía ojos verdosos.

## Historia
Los orígenes de la localidad son prehispánicos, habiendo sido el lugar habitado por los comechingones. Luego del siglo XVIII la zona fue paulatinamente poblado por criollos paisanos de estirpe gaucha; a fines de siglo XIX llegaron pacíficamente más inmigrantes con linajes europeos (principalmente de orígenes italianos y españoles):
Las instituciones comprenden cuatro escuelas primarias, la más antigua es de 1930; tres capillas y un club deportivo, Defensores de Estudiantes.
La actividad económica es principalmente agropecuaria; se cultivan el algodón, poroto, maíz y zapallo; y se cría ganado vacuno y caprino. Se utiliza para riego el agua del río Soto.

## Geografía

### Población
La población del casco urbano, de acuerdo al último censo nacional, ascendía a 717 habitantes (Indec, 2022), lo que representa un incremento del 35% frente a los 466 habitantes (Indec, 2010) del censo anterior. La zona rural comprende los parajes Paloma Pozo y Dominguito.
| Gráfica de evolución demográfica de Bañado de Soto entre 2001 y 2022 |
|                                                                      |
| Fuente: Censos nacionales del INDEC                                  |

### Sismicidad
La sismicidad de la región de Córdoba es frecuente y de intensidad baja, y un silencio sísmico de terremotos medios a graves cada 30 años en áreas aleatorias. Sus últimas expresiones se produjeron:
- 22 de septiembre de 1908 (116 años), a las 17.00 UTC-3, con 6,5 Richter, escala de Mercalli VII; ubicación 30°30′0″S 64°30′0″O / -30.50000, -64.50000; profundidad: 100 km; produjo daños en Deán Funes, Cruz del Eje y Soto, provincia de Córdoba, y en el sur de las provincias de Santiago del Estero, La Rioja y Catamarca[2]

- 16 de enero de 1947 (78 años), a las 2.37 UTC-3, con una magnitud aproximadamente de 5,5 en la escala de Richter (terremoto de Córdoba de 1947)[1]

- 28 de marzo de 1955 (70 años), a las 6.20 UTC-3 con 6,9 Richter: además de la gravedad física del fenómeno se unió el desconocimiento absoluto de la población a estos eventos recurrentes (terremoto de Villa Giardino de 1955)

- 7 de septiembre de 2004 (20 años), a las 8.53 UTC-3 con 4,1 Richter

- 25 de diciembre de 2009 (15 años), a las 21.42 UTC-3 con 4,0 Richter